# Nothocyon
Nothocyon («підроблений собака») — вимерлий рід хижих з родини Subparictidae, який населяв Північну Америку в пізньому олігоцені.

## Таксономія та еволюція
Вид Canis geismarianus був спочатку описаний Едвардом Дрінкером Коупом у 1878 році на основі фрагмента щелепи з одним m1, який походить із формації Джон Дей в Орегоні. Видовий епітет geismarianus було дано на честь натураліста Якоба Гейсмара. У 1881 році він відніс додатковий матеріал до виду та перевів його в рід Galecynus, а в 1883 році описав ще більше матеріалу, який став центром у дослідженнях виду. У 1884 році Коп повторно проілюстрував більшу частину матеріалу, віднесеного до N. geismarianus, і встановив оригінальний описаний матеріал, AMNH 6884, як голотип, хоча він і не проілюстрував його. Пізніше він знову змінив вид, цього разу до роду Cynodictis.
У 1899 році Вортман і Метью вважали його борофагіновим псовим і віднесли його до нового роду Nothocyon разом з двома іншими невеликими видами псових із формації Джона Дея (N. latidens і N. lemur, які раніше були віднесені до родів Galecynus, а потім Cynodictis) і два живі види з Південної Америки (N. urostictus і N. parvidens, обидва раніше віднесені до роду Canis, а зараз вважаються синонімами Lycalopex vetulus). Ще один вид, Nothocyon regulus, був описаний у 1962 році.
Однак у 1992 році Wang & Tedford опублікували ретельний повторний опис голотипу, який зіставив його з пов'язаними верхніми та нижніми зубами з того самого місця та повторно відніс матеріал псових 1881 та 1883 років до виду Cormocyon copei, і розмістив Nothocyon geismarianus як стеблового арктоїда. У подальшому дослідженні 1999 року Nothocyon lemur і N. roii були замінені на Cynarctoides, N. latidens і N. annectens на Phlaocyon, N. regulus як синонім Desmocyon thomsoni. Інші два види, які свого часу віднесені до Nothocyon, "N." gregorii і "N." vulpinus, і варіант N. geismarianus var mollis, були повторно віднесені до роду Leptocyon.
Рід Nothocyon був віднесений до родини Subparictidae у 2023 році.